# Ликина
Ликина — река в Свердловской области России. Устье реки находится в 107 км по правому берегу реки Лозьва. Длина реки составляет 78 км. Площадь водосборного бассейна — 1210 км².

## Притоки
- 1,1 км: Большой Ивель
- 29 км: Евва
- 38 км: Нетьва
- 45 км: Воя
- 61 км: река без названия
- 65 км: Бельничная

## Данные водного реестра
По данным государственного водного реестра России относится к Иртышскому бассейновому округу, водохозяйственный участок реки — Тавда от истока и до устья, без реки Сосьва от истока до водомерного поста у деревни Морозково, речной подбассейн реки — Тобол. Речной бассейн реки — Иртыш.
Код объекта в государственном водном реестре — 14010502512111200009502.